# Rząd Włodzimierza Cimoszewicza
Rząd Włodzimierza Cimoszewicza – Rada Ministrów pod kierownictwem premiera Włodzimierza Cimoszewicza, urzędująca od 7 lutego 1996 do 31 października 1997.
Rząd został powołany przez prezydenta Aleksandra Kwaśniewskiego 7 lutego 1996 po dymisji rządu Józefa Oleksego. Tworzyły go Sojusz Lewicy Demokratycznej (koalicja lewicowa skupiona wokół Socjaldemokracji Rzeczypospolitej Polskiej) i Polskie Stronnictwo Ludowe, czyli dwa największe kluby parlamentarne. W opozycji znajdowały się Unia Wolności, Unia Pracy, ugrupowania prawicowe i PPS. Włodzimierz Cimoszewicz po objęciu urzędu Prezesa Rady Ministrów równocześnie pełnił funkcję wicemarszałka Sejmu do 14 lutego 1996.
Włodzimierz Cimoszewicz w związku z rezultatem wyborów parlamentarnych i wyniku uzyskanego przez SLD podał rząd do dymisji 17 października 1997 w pierwszym dniu obowiązywania nowej Konstytucji RP. Prezydent Aleksander Kwaśniewski dymisję przyjął, powierzając rządowi dalsze sprawowanie obowiązków do czasu zaprzysiężenia nowego składu Rady Ministrów, co stało się 31 października 1997.
15 października 1996 premier Włodzimierz Cimoszewicz wraz z rządem dokonali reformy „Centrum”, likwidując lub łącząc niektóre resorty.

## Rada Ministrów Włodzimierza Cimoszewicza (1996–1997)
| Funkcja                                                      | Imię i nazwisko             | Imię i nazwisko               | Czas pełnienia funkcji    | Czas pełnienia funkcji    |
| Funkcja                                                      | Imię i nazwisko             | Imię i nazwisko               | Od                        | Do                        |
| ------------------------------------------------------------ | --------------------------- | ----------------------------- | ------------------------- | ------------------------- |
| Prezes Rady Ministrów                                        |                             | Włodzimierz Cimoszewicz       | 7 lutego 1996(dts)        | 31 października 1997(dts) |
| Przewodniczący Komitetu Integracji Europejskiej              | 15 października 1996(dts)   | Włodzimierz Cimoszewicz       | 31 października 1997(dts) |                           |
| Wiceprezes Rady Ministrów                                    |                             | Roman Jagieliński (PSL)       | 7 lutego 1996(dts)        | 10 kwietnia 1997(dts)     |
| Minister rolnictwa i gospodarki żywnościowej                 | 7 lutego 1996(dts)          | Roman Jagieliński (PSL)       | 10 kwietnia 1997(dts)     |                           |
| Wiceprezes Rady Ministrów                                    |                             | Grzegorz Kołodko              | 7 lutego 1996(dts)        | 4 lutego 1997(dts)        |
| Minister finansów                                            | 7 lutego 1996(dts)          | Grzegorz Kołodko              | 4 lutego 1997(dts)        |                           |
| Wiceprezes Rady Ministrów                                    |                             | Mirosław Pietrewicz (PSL)     | 7 lutego 1996(dts)        | 31 października 1997(dts) |
| Minister-kierownik Centralnego Urzędu Planowania             | 7 lutego 1996(dts)          | Mirosław Pietrewicz (PSL)     | 30 września 1996(dts)     |                           |
| Minister skarbu państwa                                      | 1 października 1996(dts)    | Mirosław Pietrewicz (PSL)     | 31 października 1997(dts) |                           |
| Minister pracy i polityki socjalnej                          |                             | Andrzej Bączkowski            | 7 lutego 1996(dts)        | 7 listopada 1996(dts)     |
| Minister gospodarki przestrzennej i budownictwa              |                             | Barbara Blida (SdRP)          | 7 lutego 1996(dts)        | 31 grudnia 1996(dts)      |
| Minister współpracy gospodarczej z zagranicą                 |                             | Jacek Buchacz (PSL)           | 7 lutego 1996(dts)        | 4 września 1996(dts)      |
| Minister obrony narodowej                                    | Stanisław Dobrzański (PSL)  | 7 lutego 1996(dts)            | 31 października 1997(dts) |                           |
| Minister przekształceń własnościowych                        |                             | Wiesław Kaczmarek (SdRP)      | 7 lutego 1996(dts)        | 30 września 1996(dts)     |
| Minister gospodarki                                          | 1 stycznia 1997(dts)        | Wiesław Kaczmarek (SdRP)      | 31 października 1997(dts) |                           |
| Minister sprawiedliwości                                     |                             | Leszek Kubicki                | 7 lutego 1996(dts)        | 31 października 1997(dts) |
| Minister transportu i gospodarki morskiej                    | Bogusław Liberadzki         | 7 lutego 1996(dts)            | 31 października 1997(dts) |                           |
| Przewodniczący Komitetu Badań Naukowych                      |                             | Aleksander Łuczak (PSL)       | 7 lutego 1996(dts)        | 31 października 1997(dts) |
| Minister-szef Urzędu Rady Ministrów                          |                             | Leszek Miller (SdRP)          | 7 lutego 1996(dts)        | 31 grudnia 1996(dts)      |
| Minister spraw wewnętrznych i administracji                  | 1 stycznia 1997(dts)        | Leszek Miller (SdRP)          | 31 października 1997(dts) |                           |
| Minister kultury i sztuki                                    |                             | Zdzisław Podkański (PSL)      | 7 lutego 1996(dts)        | 31 października 1997(dts) |
| Minister spraw zagranicznych                                 |                             | Dariusz Rosati                | 7 lutego 1996(dts)        | 31 października 1997(dts) |
| Minister spraw wewnętrznych                                  |                             | Zbigniew Siemiątkowski (SdRP) | 7 lutego 1996(dts)        | 31 grudnia 1996(dts)      |
| Minister-członek Rady Ministrów                              | 1 stycznia 1997(dts)        | Zbigniew Siemiątkowski (SdRP) | 31 października 1997(dts) |                           |
| Minister przemysłu i handlu                                  |                             | Klemens Ścierski (PSL)        | 7 lutego 1996(dts)        | 31 grudnia 1996(dts)      |
| Minister edukacji narodowej                                  |                             | Jerzy Wiatr (SdRP)            | 7 lutego 1996(dts)        | 31 października 1997(dts) |
| Minister łączności                                           |                             | Andrzej Zieliński (PSL)       | 7 lutego 1996(dts)        | 31 października 1997(dts) |
| Minister ochrony środowiska, zasobów naturalnych i leśnictwa | Stanisław Żelichowski (PSL) | 7 lutego 1996(dts)            | 31 października 1997(dts) |                           |
| Minister zdrowia i opieki społecznej                         |                             | Ryszard Żochowski             | 7 lutego 1996(dts)        | 17 września 1997(dts)     |
| Prezes Rządowego Centrum Studiów Strategicznych              |                             | Zbigniew Kuźmiuk (PSL)        | 1 stycznia 1997(dts)      | 31 października 1997(dts) |
| Minister pracy i polityki socjalnej                          |                             | Tadeusz Zieliński             | 4 stycznia 1997(dts)      | 31 października 1997(dts) |
| Wiceprezes Rady Ministrów                                    | Marek Belka                 | 4 lutego 1997(dts)            | 31 października 1997(dts) |                           |
| Minister finansów                                            | Marek Belka                 | 4 lutego 1997(dts)            | 31 października 1997(dts) |                           |
| Wiceprezes Rady Ministrów                                    |                             | Jarosław Kalinowski (PSL)     | 25 kwietnia 1997(dts)     | 31 października 1997(dts) |
| Minister rolnictwa i gospodarki żywnościowej                 | 25 kwietnia 1997(dts)       | Jarosław Kalinowski (PSL)     | 31 października 1997(dts) |                           |
| Minister-członek Rady Ministrów                              |                             | Andrzej Piłat                 | 29 lipca 1997(dts)        | 31 października 1997(dts) |

## W dniu zaprzysiężenia 7 lutego 1996
- Włodzimierz Cimoszewicz (SLD) – prezes Rady Ministrów
- Roman Jagieliński (PSL) – wiceprezes Rady Ministrów, minister rolnictwa i gospodarki żywnościowej
- Grzegorz Kołodko (SLD) – wiceprezes Rady Ministrów, minister finansów
- Mirosław Pietrewicz (PSL) – wiceprezes Rady Ministrów, minister-kierownik Centralnego Urzędu Planowania
- Andrzej Bączkowski (bezpartyjny) – minister pracy i polityki socjalnej
- Barbara Blida (SLD, SdRP) – minister gospodarki przestrzennej i budownictwa
- Jacek Buchacz (PSL) – minister współpracy gospodarczej z zagranicą
- Stanisław Dobrzański (PSL) – minister obrony narodowej
- Wiesław Kaczmarek (SLD, SdRP) – minister przekształceń własnościowych
- Leszek Kubicki (SLD) – minister sprawiedliwości
- Bogusław Liberadzki (SLD) – minister transportu i gospodarki morskiej
- Aleksander Łuczak (PSL) – przewodniczący Komitetu Badań Naukowych
- Leszek Miller (SLD, SdRP) – minister-szef Urzędu Rady Ministrów
- Zdzisław Podkański (PSL) – minister kultury i sztuki
- Dariusz Rosati (SLD) – minister spraw zagranicznych
- Zbigniew Siemiątkowski (SLD, SdRP) – minister spraw wewnętrznych
- Klemens Ścierski (PSL) – minister przemysłu i handlu
- Jerzy Wiatr (SLD, SdRP) – minister edukacji narodowej
- Andrzej Zieliński (PSL) – minister łączności
- Stanisław Żelichowski (PSL) – minister ochrony środowiska, zasobów naturalnych i leśnictwa
- Ryszard Żochowski (SLD) – minister zdrowia i opieki społecznej